# Asmate versofasciata
Asmate versofasciata är en fjärilsart som beskrevs av Loritz 1950. Asmate versofasciata ingår i släktet Asmate och familjen mätare. Inga underarter finns listade i Catalogue of Life.